# Hettlage (Unternehmen)
Hettlage war ein deutsches Textilhandelsunternehmen in Münster.

## Gründung und Anfänge
Hermann Hettlage absolvierte eine Ausbildung bei der Firma Boecker in Greifenhagen. 1896 gründete er sein erstes Textilhandelshaus in Münster, das er aber schon acht Jahre später an seine Cousins August und Heinrich Hettlage und an Georg, Julius und Heinrich Boecker verkaufte. Danach gründete er weitere Textilunternehmen in Hamm, Hagen, Recklinghausen, Düsseldorf.
1913 wurde die Firma Hettlage in eine Offene Handelsgesellschaft umgewandelt. 1916 trat sein ältester Sohn Carl als Gesellschafter ein. Nach dem Tod des Gründers Hermann Hettlage im Jahr 1920 übernahm Carl als persönlich haftender Gesellschafter neben Clemens Hettlage und Richard Boecker die Geschäfte.

## Aufteilung auf die Söhne
Nach dem Tode von Hermann Hettlage ging das Unternehmen auf seine vier Söhne Carl, Werner, Benno und Fritz über, die bald eigene Niederlassungen gründeten: Fritz im Jahre 1930 in München, Werner 1937 ebenfalls in München, Benno später in Königsberg. Nach dem Zweiten Weltkrieg teilten sich die vier Brüder ihre Gebiete auf: Carl in Münster, Werner in Trier, Benno in München und Fritz in Würzburg.
Zum 1. Januar 1961 kam es zu einer Aufteilung auf Hettlage Nord mit Carl, Werner und Fritz sowie Hettlage Süd mit Benno Hettlage.

## Hettlage Nord
Die Hettlage Nord mit Carl, Werner und Fritz Hettlage firmierte als Gebr. Hettlage KG. 1967 wurde Ulrich Hettlage persönlich haftender Gesellschafter. Es kam zu einer schnellen Expansion (1960–1980). Ein neues Verwaltungsgebäude am Krögerweg in Münster wurde 1977 bezogen. Es kamen die Gruppen Werner + Ulrich, That’s me, Pleuler und Only franchise hinzu. Anfang 1994 gehörten 40 Häuser zur Hettlage Nord Gruppe, die im September desselben Jahres in Insolvenz ging.

## Hettlage Süd
Die Hettlage KGaA in München von Benno Hettlage hatte Niederlassungen in München, Freiburg im Breisgau, Saarbrücken, Heidelberg, Siegen, Trier und Ulm. Sie befand sich zu 61 Prozent im Besitz der Mitarbeiter und zu 39 Prozent im Besitz von zwei Hettlage-Stiftungen. Geschäftsführer waren zunächst Benno Hettlage  und ab 1964 dann Sepp Schubert und Thomas Hengerer. Benno Hettlage starb am 23. März 1986 im Alter von 79 Jahren.
1997 gehörten zu Hettlage Süd 22 Hettlage-Häuser, 17 MS Mode + Sport Fachmärkte, 17 Filialen in Österreich und 11 Filialen Hettlage Mode + Sport in Sachsen, Sachsen-Anhalt und Thüringen.
Hettlage Süd ging im April 2004 in Insolvenz.